# Morpho zonaras
Morpho zonaras är en fjärilsart som beskrevs av Hans Fruhstorfer 1912. Morpho zonaras ingår i släktet Morpho och familjen praktfjärilar. Inga underarter finns listade i Catalogue of Life.